# Worrall
Worrall – osada w Anglii, w South Yorkshire, w dystrykcie metropolitalnym Sheffield. W 2015 miejscowość liczyła 1275 mieszkańców. Worrall jest wspomniana w Domesday Book (1086) jako Wihala/Wihale.